# Малинники (Вологодская область)
Малинники — деревня в Великоустюгском районе Вологодской области.
Входит в состав Усть-Алексеевского сельского поселения, с точки зрения административно-территориального деления — в Усть-Алексеевский сельсовет.
Расстояние по автодороге до районного центра Великого Устюга — 54 км, до центра муниципального образования Усть-Алексеево — 2 км. Ближайшие населённые пункты — Усть-Алексеево, Аксеновский Починок, Ульяница.
По переписи 2002 года население — 2 человека.